# Aluminat
Un aluminat és un compost químic oxoanió que conté alumini i oxigen. Quan precipita de la solució, l'anió codensa amb més elements electropositius. La forma generalment acceptada d'aluminat és un complex tetrahèdric mononuclear que està carregat negativament, Al(OH)₄− o AlO₂−. Exemples de compostos aluminats inclouen l'aluminat de sodi (Na₂Al₂O₄) i l'aluminat de potassi (K₂Al₂O₄), essent els dos alcali-ió precipitats del monòmer obtingut d'una solució alcalina.
Com que l'alumini és proper als no-metalls, té algunes característiques de no-metall i de metall. Els seus òxids són amfotèrics, es dissolen tant en bases com en àcids.